# Limmattaler Zeitung
 (novembre 2024).
Si vous disposez d'ouvrages ou d'articles de référence ou si vous connaissez des sites web de qualité traitant du thème abordé ici, merci de compléter l'article en donnant les références utiles à sa vérifiabilité et en les liant à la section « Notes et références ».
La Limmattaler Zeitung (« Journal de la vallée de la Limmat ») est un journal suisse du canton de Zurich.